# Віслиця

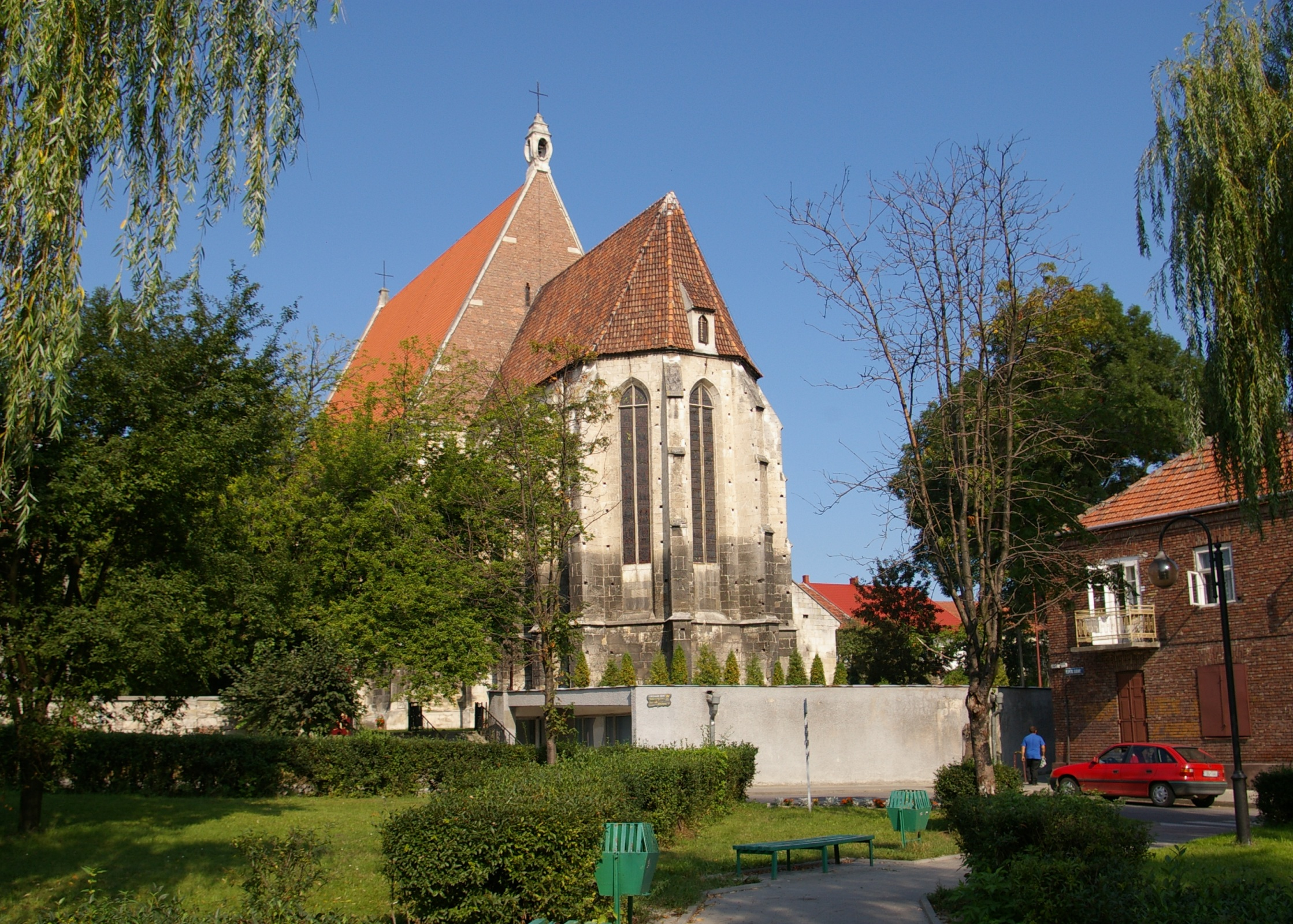
Базиліка у Віслиці

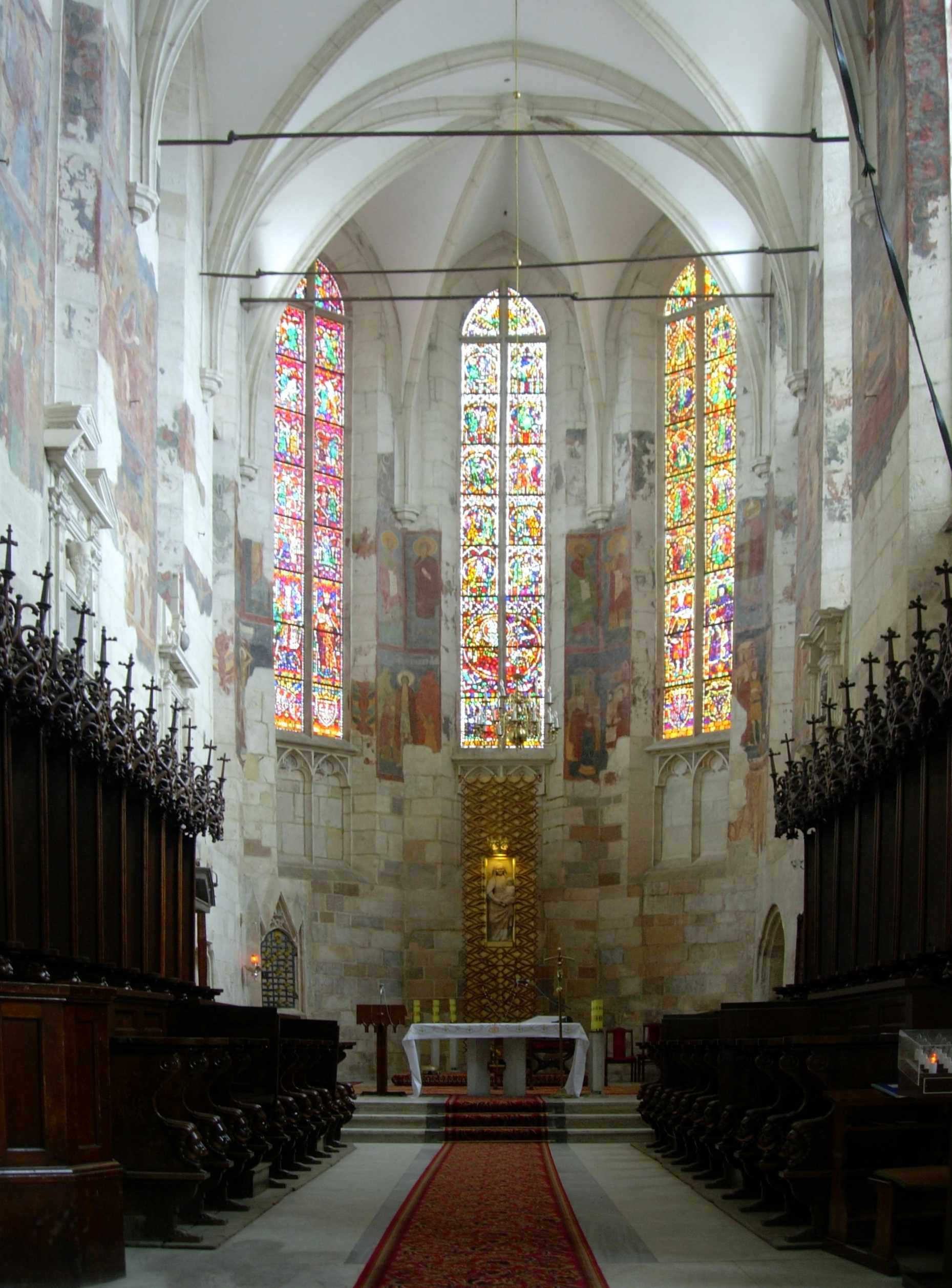
Інтер'єр храму — презбітерій віслицької базиліки

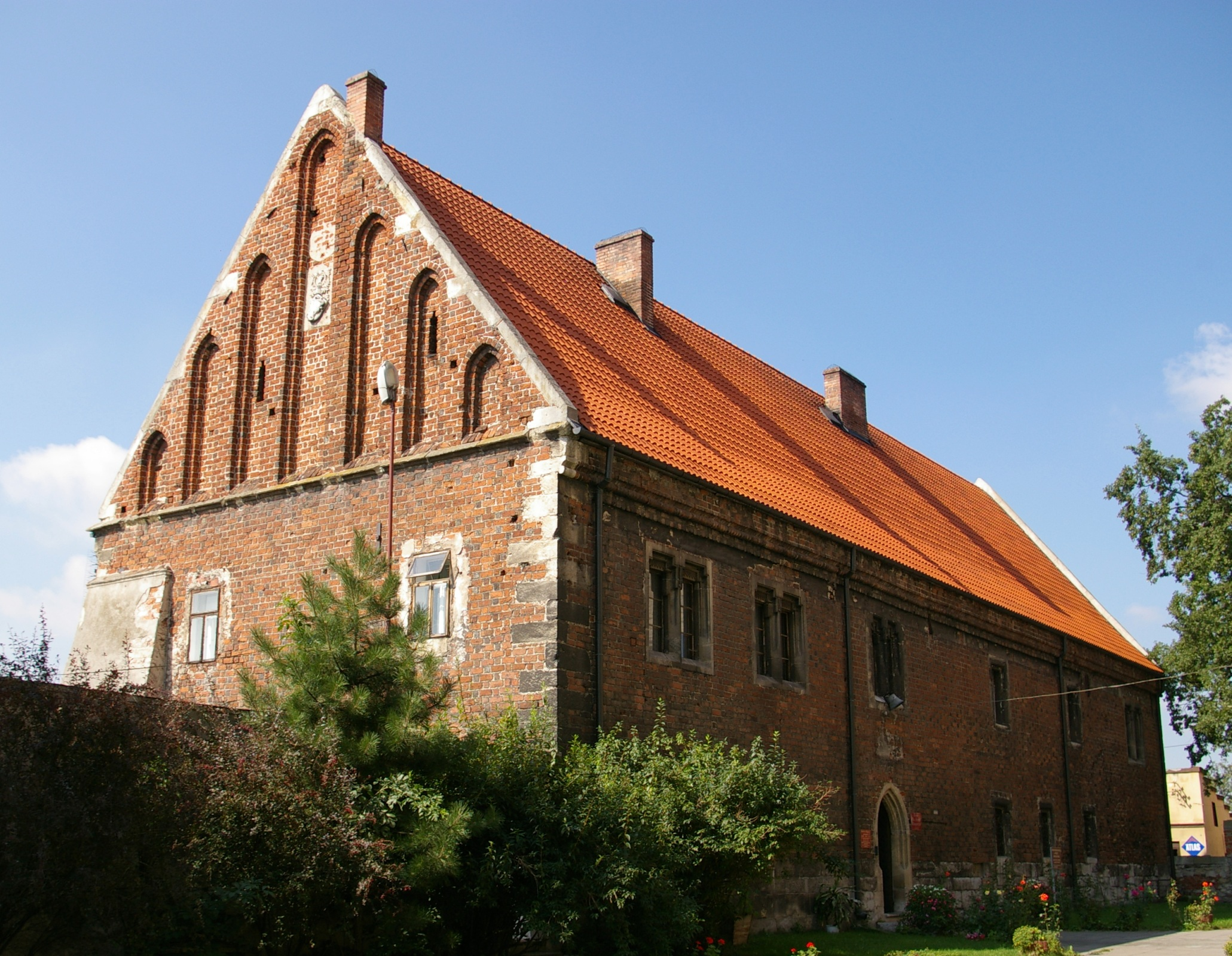
Дім Длугоша

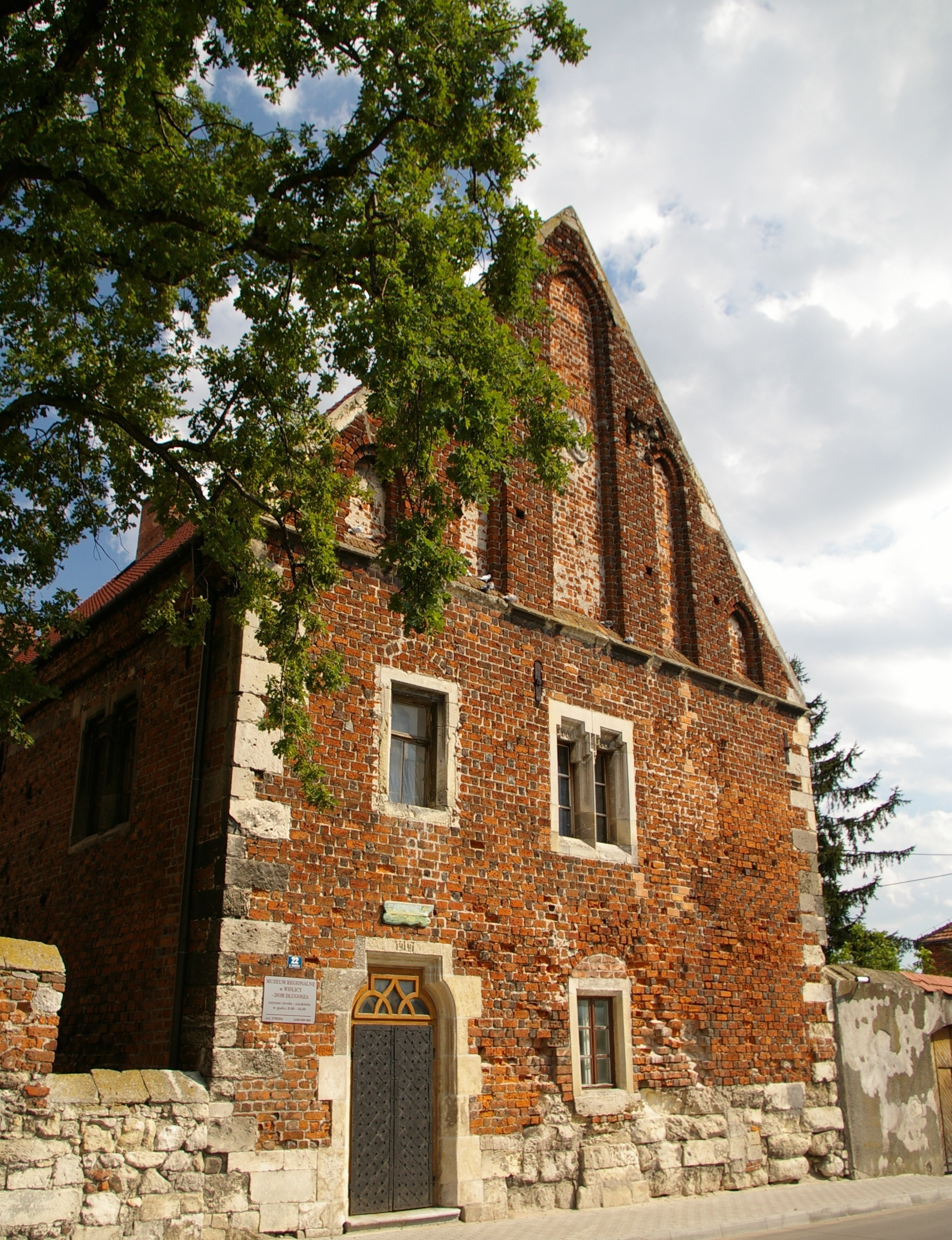
Дім Длугоша

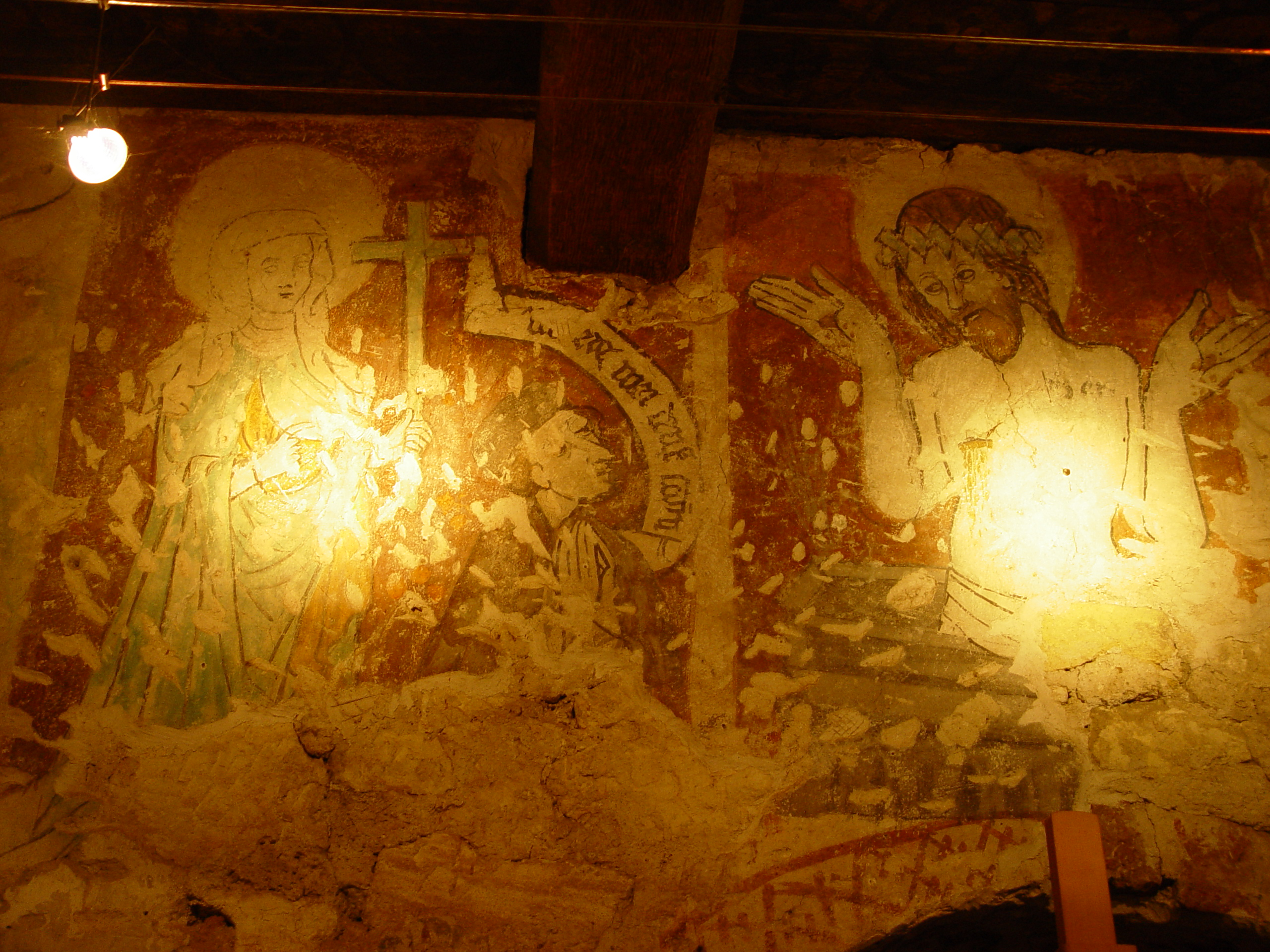
Зображення Яна Длугоша на настінній поліхромії XV ст. в Домі Длугоша

Віслиця, у давніших джерелах Вислиця (пол. Wiślica) — місто в Польщі, у Буському повіті Свентокшиського воєводства. Адміністративний центр ґміни Віслиця. До 1869 року було містом. Знову місто з 2018 року.
Колишнє королівське місто Корони Королівства Польського.
Поновила статус міста з 1 січня 2018 року, тим самим ставши найменшим за населенням містом Польщі (2016 року мешкало 503 людини), випередивши за цим показником на 45% місто Висьмежиці (920 жителів у 2016 році). Для порівняння, найбільше за населенням польське село Кози налічує 12 529 мешканців (станом на 31 грудня 2013 р.).
Та вже 1 січня 2019 року Віслиця, перебуваючи лише рік у статусі найменшого міста, поступилася селу Опатовець, що з того дня набуло статусу міста, маючи 338 мешканців.

## Положення
Віслиця лежить на лівому березі Ніди, у Наднідянському ландшафтному парку, приблизно за 12 км на південь від Бусько-Здруя. Через село проходить автодорога обласного значення № 776 із Буська до Казімежі-Великої.
Віслиця є відправною точкою синього туристичного маршруту до Пінчува та зеленого — до Гроховиськ. Через село пролягає Малопольський шлях Святого Якова та туристський маршрут Via Jagiellonica.
У Віслиці закінчується Свентокшиська приміська вузькоколійка. Нині вже кілька років як через руйнування і розкрадання значних відрізків залізничного полотна потяги на цій ділянці не курсують.

## Історія
Віслиця існує щонайменше з дев'ятого століття. Згідно з легендою, назва села походить від імені її засновника князя віслян Віслімира (Wiślimira), який разом зі своїм оточенням нібито прийняв хрещення у 880 років. Згадує про це так звана Паннонська легенда або Житіє Святого Мефодія. У документі йдеться про примусове хрещення язичницького князя віслян. Для частини дослідників ця згадка була доказом того, що в дев'ятому столітті існувала сильна держава віслян зі столицею у Віслиці. Нині, однак, немає ніяких сумнівів у тому, що роль столиці в їхній державі відігравав Краків..
Близько 990 року городище потрапило під владу полян. Віслиця у той час стала поряд із Краковом і Сандомиром одним із найважливіших адміністративних центрів Малопольщі. На рубежі десятого та одинадцятого століть у Віслиці виникла перша городова церква. На початку одинадцятого століття Болеслав Хоробрий спорудив неподалік торгового поселення укріплений город, чиїм завданням було охороняти переправу через Ніду. Повз Віслицю пролягав торговий шлях із Праги та Кракова у Київську Русь.
У той самий час на острові під латинською назвою Регія (Regia) виник другий укріплений город. Таким чином, Віслиця в XI ст. складалася з двох городів, один з яких, де постійно перебувала княжа дружина, мав типовий військовий характер. Між ними розвивалося торговельне поселення з городовою церквою. Наприкінці ХІ ст. поселення було спалено, проте це не зупинило його розвиток.
Однак деякий час розвиток поселення гальмувався, коли 1135 року Віслицю спустошили половці. Після смерті Болеслава Кривоустого і феодальної роздрібненості Польщі Віслиця опинилася в Сандомирському удільному князівстві.
У часи владарювання князя Генрика Сандомирського Віслиця знову стала одним з найважливіших малопольських міст. Князь заснував у Віслиці громаду каноніків та перший віслицький колегіальний костел. Будівництво такого костелу було завершено за доби правління його брата Казимира Справедливого.
Князь Казимир обрав Віслицю головним місцем перебування свого двору. На Регії виник палац, що складався, зокрема, з двох головних будинків, сполучених із каплицями у формі ротонди. Водночас відбудували город, розташований на схід від поселення. Під правлінням князя Казимира Віслиця стала центром культури і мистецтва. Зокрема тут у той час з'явилася знаменита Віслицька плита (плита Орантів).
У 1241 році місто дощенту розорили монголи під час їхньої навали на Польщу. У середині ХІІІ ст. за Віслицю велася багаторічна суперечка між князями з роду П'ястів. У 1291 році місто підпало під владу Владислава Локетка. У 1292 року князя вигнали, а Віслиця опинилася у межах королівства Вацлава II. У 1304 році Локетек на чолі угорської підмоги відвоював Віслицю.
Після того, як Локетек посів польський престол, Віслиця стала одним із найзначніших центрів королівства. Вже до 1326 вона дістала міські права. Тут проходили з'їзди малопольського і загальнопольського лицарства. У 1347 король Казимир III затвердив тут Віслицький статут. У 60-х рр. XIV ст. Казимир III спорудив невеликий замок і обніс місто захисним муром із трьома воротами: Буськими, Краківськими і Замковими. Він також заснував третій, уцілілий донині колегіальний костел.
6 грудня 1382, після смерті Людовика Угорського, у Віслиці відбувся з'їзд малопольської шляхти, у ході якого вона зустрілася з угорськими посланцями.
12 березня 1409 року в Кракові круль Ягайло надав Вісьліці магдебурзьке право. У XV ст. у Віслиці і прилеглому Новому Корчині відбувалися з'їзди шляхти. Ян Длугош займався тут у той час освітою та вихованням синів короля Казимира Ягеллончика.
У XVI ст. місто було важливим ремісничим осередком. Тут діяло тоді 12 цехів. У 1528 у Віслиці з'явилися водогони, будівництво яких дозволив король Сигізмунд I Старий.
З цим населеним пунктом пов'язана діяльність польських братів. Юзеф Шиманський у праці «Слідами Польських братів» згадує про громаду Аріян, що діяла тут у XVI ст..
У 1587 році у Віслиці відбувся елекційний сейм, протягом якого мали місце подвійні вибори: ерцгерцога Максиміліана Габсбурга та Сигізмунда Вази. Місто у той час зайняли війська виночерпія Корони Кшиштофа Зборовського, прибічника ерцгерцога Максиміліана. Кінець кінцем, королем було обрано Сигізмунда Вазу, якому надав підтримку великий гетьман коронний Ян Замойський. У 1606 році під час рокошу Зебжидовського у Віслиці відбувся з'їзд прихильників короля.
Віслиця підупала у XVII ст. під час Шведського потопу. У 1657 її зруйнувало військо Юрія Ракоці. У 1766 році було знесено замок, у 1820 костели Св. Мартіна і Святого Духу, а наприкінці ХІХ ст. стародавні міські мури. Після Січневого повстання у 1869 році Віслиця втратила права міста.
Під час Першої світової війни поселення опинилося на лінії фронту. Австрійська артилерія обстріляла Віслицю, серйозно пошкодивши зокрема колегіальний костел. Його було відбудовано в 20-х рр. ХХ ст.
У 1958 році в ході археологічних обстежень виявлено залишки стародавніх романських церков у підземеллях колегіального костелу.
17 липня 1966, під час урочистого святкування 1000-річчя хрещення Польщі, примас Польщі кардинал Стефан Вишинський і архієпископ Кароль Войтила здійснили урочисте коронування статуї Богоматері Локеткової, відомої як Усміхнена, вміщеної у головний вівтар віслицького храму.
1 вересня 1974 відбулися урочистості з нагоди 50-річчя оновлення віслицької капітули колегіального костелу, на яких головував митрополит Краківський архієпископ Кароль Войтила в супроводі келецьких єпископів і 60 священників..
У 1975—1998 роках Віслиця адміністративно належала до Келецького воєводства.
1 жовтня 2004 Папа Іван Павло II удостоїв віслицького храму звання малої базиліки..
7 вересня 2013 відбулося введення реліквій крові Івана Павла II у Малу віслицьку базиліку. Головував на суботній месі митрополит Краківський архієпископ кардинал Станіслав Дзівіш, який із цього приводу виголосив спеціальну проповідь..
1 січня 2018 року Віслиця отримала статус міста.

## Релігійні організації
- Римсько-католицька парафія Різдва Пресвятої Діви Марії
- Християнська громада Свідків Єгови «Віслиця».

## Спорт
У селі діє заснований у 1948 році спортивний клуб «Ґруд Вісьліца», який веде секцію футболу.

## Транспорт
Віслиця не має залізничного сполучення. Пасажирські перевезення забезпечує автотранспортне підприємство «Буско-Здруй», а також приватні перевізники. Населений пункт має пряме автобусне сполучення з Кельцями, Краковом, Катовицями, Буськом, Казимежою-Великою, Меховом, Живцем, а у вихідні дні також із Любліном.